# 9 Lacertae
Désignations
9 Lacertae (en abrégé 9 Lac) est une étoile de la constellation boréale du Lézard. Elle est visible à l'œil nu avec un magnitude apparente de 4,63. D'après la mesure de sa parallaxe annuelle par le satellite Gaia, l'étoile est distante d'environ 53,5 pc (∼174 al) de la Terre. Elle s'en éloigne à une vitesse radiale héliocentrique de +11 km/s.
9 Lacertae est une étoile blanche de la séquence principale de type spectral A9VkA7mA6. Cette notation complexe indique qu'il s'agit d'une étoile chimiquement particulière de type Am et que dans son spectre, la raie K du calcium est celle d'une étoile de type A7, que les raies de l'hydrogène de la série de Balmer sont celles d'une étoile de type A7, et que les raies métalliques sont celles d'une étoile de type A6.
L'étoile est estimée être 1,6 fois plus massive que le Soleil et être âgée de 513 millions d'années. Elle tourne sur elle-même rapidement à une vitesse de rotation projetée de 105 km/s. Le rayon de l'étoile est 2,1 fois plus grand que le rayon solaire, elle est autour de 34,6 fois plus lumineuse que le Soleil et sa température de surface est de 7 614 K.
9 Lacertae possède deux compagnons connus. Le plus proche, désigné 9 Lac B, est une étoile de magnitude 9,77 située à une distance angulaire de 14,8 secondes d'arc de l'étoile primaire en 2016, ce qui correspond à une séparation projetée de 776 ua. Le second, 9 Lac C est nettement plus lointain. Il s'agit d'une étoile de magnitude 10,98 située à une distance angulaire de 831,3 secondes d'arc (soit 13,86 minutes d'arc) de 9 Lac A en 2003 ; il a été identifié par astrométrie,.